# Misja

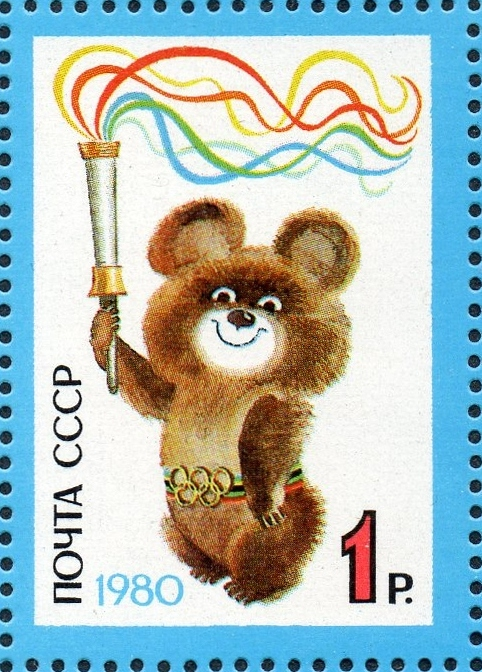
Misja

Misja (ryska: Миша, engelska: Misha), även känd som Misjka (ryska: Мишка) eller olympiska Misjka (ryska: Олимпийский Мишка) är namnet på den ryska björnen som var maskot för de olympiska sommarspelen 1980 i Moskva, Sovjetunionen. Björnen var designad av barnboksillustratören Viktor Tjizjikov. 

## Historik
1977 arrangerade spelens organisationskommitté en tävling för att få den bästa illustrationen av en björn. Domarna valde Viktor Tjizjikovs design med en leende björn med ett bälte med de fem olympiska färgerna; blå, svart, gul, grön, röd, och ett guldspänne i form av de olympiska ringarna. Misja blev officiellt den olympiska maskoten den 19 december 1977.
Under avslutningsceremonin framträdde Misja med en tår i sitt öga.
Misja var den första maskoten till ett sportevenemang att nå stora kommersiella framgångar som handelsvara. Den stora Misja-dockan användes kraftigt under invignings- och avslutningsceremonin. Björnen hade också ett eget tecknat TV-program och dök upp på flera produkter. Nu för tiden är detta betydligt mer vanligt, inte bara vid olympiska spelen utan även vid andra stora mästerskap.
Misja var också med i ett avsnitt av det ryska tecknade barnprogrammet Nu, pogodi!s OS-upplaga. Då delade Misja ut pokaler till en varg och en hare.
Efter spelen i Moskva 1980 mötte Misja Musse Pigg i Moskva i programmet Mickey's 60th Birthday som var ett firande av Musses 60-årsdag 1988.

## Ursprunget till namnet Misja
I ryskan är Misja ofta kort för Michail (Mikael). De flesta björnarna som finns i ryska sagor har detta namn, då det är likt det ryska namnet för björn – medved' (ryska: медведь).